# Albondón
Albondón – gmina w Hiszpanii, w prowincji Grenada, o powierzchni 34,48 km². W 2018 roku gmina liczyła 729 mieszkańców.
Gmina znana jest z produktów rzemieślniczych, w tym wina, szynki i innych kiełbas oraz chleba i innych wyrobów cukierniczych. Z tego powodu często odnosi się do niego wyrażenie „Albondón, chleb, wino i szynka”.